# Mappano
Mappano és un comune (municipi) de la ciutat metropolitana de Torí, a la regió italiana del Piemont.
El comune es va establir el 31 de gener de 2013 amb part dels municipis de Caselle Torinese, Borgaro Torinese, Settimo Torinese i Leini. A 1 de gener de 2019 la seva població era de 7.339 habitants.
Mappano limita amb els següents municipis: Borgaro Torinese, Caselle Torinese, Leini, Settimo Torinese i Torí.